# Condado de Franklin (Nueva York)
El condado de Franklin (en inglés: Franklin County) fundado en 1808 es un condado en el estado estadounidense de Nueva York. En el 2000 el condado tenía una población de 51,134 habitantes en una densidad poblacional de 12 personas por km². La sede del condado es Malone.

## Geografía
Según la Oficina del Censo, el condado tiene un área total de 4395 km² (1696,9 mi²), de la cual 4224 km² (1630,9 mi²) es tierra y 171 km² (66,0 mi²) (3.89%) es agua.

### Condados adyacentes
- Condado de Clinton, Nueva York - este
- Condado de Essex, Nueva York - suroeste
- Condado de Hamilton, Nueva York - suroeste
- Condado de St. Lawrence, Nueva York - oeste
- Condados unidos de Stormont, Dundas y Glengarry, Ontario - noroeste
- Le Haut-Saint-Laurent, Quebec - norte

## Demografía
En el 2000 la renta per cápita promedia del condado era de $31,517, y el ingreso promedio para una familia era de $38,472. En 2000 los hombres tenían un ingreso per cápita de $29,376 versus $22,292 para las mujeres. El ingreso per cápita para el condado era de $15,888 y el 14.60% de la población estaba bajo el umbral de pobreza nacional.

## Localidades
- Bangor (pueblo)
- Bellmont (pueblo)
- Bombay (pueblo)
- Brandon (pueblo)
- Brighton (pueblo)
- Brushton (villa)
- Burke (pueblo)
- Burke (villa)
- Chateaugay (pueblo)
- Chateaugay (villa)
- Constable (pueblo)
- Dickinson (pueblo)
- Duane (pueblo)
- Fort Covington (pueblo)
- Fort Covington Hamlet (lugar designado por el censo)
- Franklin (pueblo)
- Harrietstown (pueblo)
- Malone (pueblo)
- Malone (villa)
- Moira (pueblo)
- Paul Smiths (lugar designado por el censo)
- Santa Clara (pueblo)
- Saranac Lake (villa)
- St. Regis Falls (lugar designado por el censo)
- Tupper Lake (villa)
- Tupper Lake (pueblo)
- Waverly (pueblo)
- Westville (pueblo)

→ En paréntesis la forma de gobierno.